# Heinrichsmühle (Esselbach)
Heinrichsmühle  ist ein Gemeindeteil der Gemeinde Esselbach im unterfränkischen Landkreis Main-Spessart in Bayern.

## Geographie
Die Einöde liegt in der Gemarkung Steinmark am Wachenbach, der bei Windheim in den Hafenlohr mündet.